# Kandi III
Kandi III è un arrondissement del Benin situato nella città di Kandi (dipartimento di Alibori) con 10 218 abitanti (dato 2006).